# 飾裝雙線䲁
飾裝雙線䲁（學名：Enneapterygius ornatus），為輻鰭魚綱䲁形目三鰭䲁科雙線䲁屬的一個種，是由Ronald Fricke於1997年所描述，分布於中太平洋東部皮特凱恩群島的亨德森島海域，深度0至1公尺，體長可達2.4公分，棲息在岩礁區，雌魚產附著性卵在藻類築的巢，雄魚會守護卵，幼魚為浮游性，生活習性不明。